# Guardianes de Oz
Guardianes de Oz es una película de animación mexicana hecha por Ánima Estudios y Discreet Art Productions de 2015. Fue dirigida por Alberto Mar, el diseño de personajes corrió a cargo de Jorge R. Gutiérrez y Sandra Equihua (cocreadores y coproductores de El Tigre: las aventuras de Manny Rivera y de El libro de la vida).
Cuenta con las actuaciones de Raúl Araiza Herrera, Jorge van Rankin, Susana Zabaleta y Loreto Peralta. Esta cinta tiene lugar después de los acontecimientos vistos en El mago de Oz, en la cual un mono volador debe reunir a los guardianes para así detener poder detener a la bruja Eveline.
Es el primer trabajo del estudio en animación CGI y la primera de dos películas realizadas por el estudio que (por segunda vez en la historia de la compañía) se estrenaron el mismo año en cartelera (la segunda fue Don Gato: El inicio de la pandilla).

## Historia
Una vez que Dorothy Gale volviera a su hogar Glinda, la bruja buena decide darle una segunda oportunidad a La malvada bruja del Oeste (aquí recibe el nombre de Eveline) quitándole sus poderes para así encerrarlos en una escoba misma que los guardianes de Oz protegerían (conformado por el Espantapájaros, el Hombre de Hojalata y el León); quienes tras ayudar a Dorothy fueron nombrados para así proteger al reino de cualquier otra amenaza.
Un pequeño mono volador llamado Ozzy quién es hijo de unos de los mayores sirvientes de la bruja, llamado Goliath no está de acuerdo con seguir las órdenes que está le da; además de que tiene la peculiaridad de no poder volar por lo que constantemente llega a sufrir bullying, con intenciones de recuperar sus poderes Eveline idea un plan para entrar en el palacio de los guardianes y así recuperar la escoba. Eveline logra recuperarla para así hechizar a los guardianes sin embargo culpa a Ozzy por casi haberlo arruinado todo, aun así su padre se interpone diciendo que el verdadero culpable era el por haber optado seguir su plan así como a consecuencia de esto es convertido en gallina y una vez al comportarse como una empieza a volar por todo el lugar haciendo que algunos monos ahí presentes lo atraparan, uno de ellos choca contra Eveline lo que la hace tirar su escoba y da hasta los pies hasta Ozzy sin saber que hacer de alguna manera logra activar la escoba para que salga volando junto con ella ante esto Eveline decide hacer hasta lo imposible por recuperarla.
Mientras tanto Ozzy llega a dar el en bosque en busca de Glinda para pedirle su ayuda pero en su lugar encuentra a Gabby una bruja aprendiz que por accidente le dio una supuesta taza de té pero con una pócima que la paralizó, al principio duda de él sin embargo al ver que está en problemas decide ayudarlo, ahora que Glinda no puede solo queda una opción y esa es encontrar a los guardianes de Oz para así poder detener a Eveline es así que el dúo inicia su aventura recorriendo distintos lugares como un territorio de árboles quiénes están peleando nada menos que con el León (su hechizo fue sentir tanta valentía hasta el punto de hacerlo enojar y descargarla sobre alguien para así luego tener una pelea); después de un tiempo hacen que los siga hasta la villa del norte donde encuentran al Hombre de Hojalata en muy mal estado (su hechizo fue que al poder expresar sus sentimientos aún sin corazón este no pararía de llorar llegando incluso a pensar en cosas malas) sin embargo al punto de que Ozzy logra calmarlo llega un grupo de monos voladores que están en su búsqueda por recuperar la escoba a todo esto sumado que el León llega y empieza a pelear contra algunos de ellos, el Hombre de Hojalata al darse cuenta de que su amigo estaba ahí dispuesto a abrazarlo ambos caen en una laguna sobre la que estaban, León sale del agua provocando que un Ozzy asustado lo golperá en la cabeza dejándolo inconsciente y cayendo una vez más hacia la laguna. Ozzy y Gabby se acercan a observar lo que pasaba ya que del agua salían unos rayos para cuando León salió una vez más algo adolorido pero ya sin el hechizo le comenta a Ozzy por qué ayudó a robar la escoba, este le responde que por obligación aunque también frustrado le comenta que es debido a Eveline ya que siempre les dice a los monos que hacer, Gabby se interpone diciéndole que el fue quién lo salvo tanto de los árboles como del hechizo así que Ozzy se le acerca una vez más diciéndole que necesita su ayuda para detener a mencionada bruja y este por su nobleza le agradece por hacerlo recobrar su verdadera personalidad. 
Ahora con León bien pero con un desarmado Hombre de Hojalata el grupo se dispone a encontrar al Espantapájaros quién el puede arreglar a su amigo en muy poco tiempo, es así que logran encontrarlo en el archivo de Oz donde se estaba ocultando (su hechizo era aún sin cerebro llegaría a ser tan inteligente que estaría rodeado solamente por libros, pociones y cálculos); por otro lado Eveline al ver que su equipo fracasó decide enviarles la ayuda de su mascota alada Wingo. El espantapájaros aún hechizado no les presta atención a Ozzy y los demás, sin embargo este idea un plan para que el pueda armarlo diciéndole que a modo de un desafío de se trata de un rompecabezas del cual nadie ha podido resolverlo pero este se anima y acepta el reto; al cabo de un rato logra completarlo desgraciadamente al igual que su reconstructor siguen hechizados, para empeorar Wingo los encuentra así que León decide enfrentarlos mientras que ellos resuelven como hicieron para romper el hechizo y así regresarlos a la normalidad

## Elenco
- Raúl Araiza Herrera como Yicky
- Jorge van Rankin como Gak
- Loreto Peralta como Gabby
- Susana Zabaleta como Eveline
- Héctor Emmanuel Gómez como Ozzy
- Dan Osorio como Goliath
- Yamil Atala como Espantapájaros
- Bruno Coronel como Hombre de Hojalata
- Sebastián Llapur como León

## Producción
La historia y parte de la animación se hicieron en México por Ánima Estudios, mientras que la mayor parte de los efectos 3D se hicieron en India por cortesía de Discreet Art Productions.
La historia y el diseño de personajes corrió a cargo del célebre ilustrador mexicano Jorge R. Gutiérrez y Sandra Equihua (conocidos por trabajos anteriores como El Tigre: las aventuras de Manny Rivera, algunos sketches para la serie Mad y el filme animado El libro de la vida).

## Estreno
La película fue estrenada en México el 10 de abril de 2015, distribuida por Videocine y fue una de las películas más vistas ese mismo año.